# Bandera de Lesoto
La bandera de Lesoto fue adoptada oficialmente el 4 de octubre de 2006. Está compuesta por tres franjas horizontales de colores azul, blanco y verde con el gorro tradicional Mokorotlo de la etnia basotho en color negro ubicado al centro. Esta bandera fue introducida en conmemoración del 40.º aniversario de la independencia del país, con el fin de reflejar la orientación pacifista de Lesoto.

## Construcción
La proporción de la bandera es de 2:3 y está compuesta por tres franjas de color azul, blanco y verde, que mantienen sus anchos en proporción 3:4:3. El Mokorotlo de color negro se encuentra ubicado al centro del panel blanco con una altura equivalente al 92% del alto de la franja.
Los colores de la bandera están identificados con las siguientes denominaciones Pantone
- Azul: Pantone Reflex Blue C
- Verde: Pantone Green 347 C

## Historia
La primera bandera de Lesoto fue adoptada el 4 de octubre de 1966, fecha en que Lesoto obtuvo su independencia completa del Reino Unido. En ella aparecía el mokorotlo en color blanco sobre un paño azul que representaba al cielo y a la lluvia. En el extremo izquierdo aparecían tres franjas verticales de color blanco, verde y rojo que representaban respectivamente la paz, la tierra y el destino. La bandera, diseñada por el ciudadano Peter Hancock, contaba con el gorro en color amarillo, pero fue cambiado a blanco para coincidir con los colores oficiales del oficialista Partido Nacional Basoto.
Un nuevo diseño fue adoptado el 20 de enero de 1987, tras un golpe de Estado que derrocó al PNB tras 20 años en el poder, ya que la enseña poseía una gran similitud con los símbolos del PNB. La nueva bandera, diseñada por el sargento Retšelisitsoe Matete, contaba con un escudo guerrero tradicional junto a una lanza (assegai) y una maza (knobkierie). Las armas, con un tono castaño claro, se ubicaron en el extremo superior izquierdo, sobre un campo blanco. En el extremo inferior se ubicaba un triángulo rectángulo de color verde sobre el que se apoyaba un trapecio de color azul; estas dos figuras geométricas debían tener el mismo área.
A pesar de que el gobierno militar fue reemplazado en 1993 por un gobierno democrático, la bandera no fue cambiada. La bandera fue ampliamente criticada por su significado belicista y su historial antidemocrático, por lo que en 2006 con motivo del aniversario de la independencia del país se propuso su reemplazo. Diversas propuestas surgieron y fue acogida una, la que fue aprobada por 84 votos a favor y 18 en contra por la Asamblea Nacional.

## Galería

Union Jack sirvió como bandera de Basutolandia (1884-1966)
Bandera no oficial de la Colonia de Basutolandia (1884-1966)
Bandera no oficial de la Colonia de Basutolandia (1884-1966)
Bandera del Comisionado Residente de Basutolandia (1951–1966)
Bandera de Lesoto (1966-1987)
Estandarte real (1966-1987)
Bandera de Lesoto (1987-2006)
Estandarte real (1987-2006)
Estandarte real
Bandera del Partido Nacional Basoto

## Banderas similares

Bandera de Cascadia
Bandera de la provincia del Río Negro